# Patricia Fortini Brown
Patricia Fortini Brown (Oakland, 16 novembre 1936) è una storica dell'arte statunitense.

## Biografia
Nasce e cresce a Oakland, nello stato della California, dove si diploma nella Fremont High School nel 1954. Dopo aver frequentato la Brigham Young University (Salt LAke City, Utah), completa un Bachelor of Arts presso l'Università di Berkeley.
È stata Slade Professor of Fine Arts all'Università di Cambridge (2000-2001), presidente della Renaissance Society of America (2000-2002) e membro del Board of Advisors per il Center for Advanced Study in the Visual Arts (2004-2007). Dal 2004 è nei Trustees della fondazione Save Venice, Inc.
È professoressa emerita di arte e archeologia presso l'Università di Princeton.

## Opere
I suoi studi si sono concentrati sulla cultura figurativa rinascimentale a Venezia e nel suo dominio, studiando il contesto sociale e culturale nel quale l'arte e l'architettura veneziana si sono sviluppate dal tardo Medioevo fino al XVII secolo. In particolare, la sua ricerca si è sviluppata intorno al genere figurativo delle istorie veneziane nel periodo di tempo compreso tra 1480 e 1530, approfondendo soprattutto l'opera del pittore Vittore Carpaccio. I suoi lavori più recenti si sono concentrati sullo studio dei territori sotto il controllo della Serenissima, sia dello Stato da terra che dello Stato da mar.
- Venetian Narrative Painting in the Age of Carpaccio (Yale University Press, 1988, 310 pp.). (Finalista al Premio "Salotto Veneto 89" come miglior libro pubblicato sulla cultura veneziana)
- Le scuole (estratto da Storia di Venezia, vol. 5, Enciclopedia Treccani, tradotto da Luis Contarello, Roma, 1996)
- Venice & Antiquity: The Venetian Sense of the Past (Yale University Press, 1996, 361 pp.). (Vincitore del Phyllis Goodhart Gordan Book Prize; (Finalista: Charles Rufus Morey Prize, College Art Association)
- Art and Life in Renaissance Venice (Harry N. Abrams, 1997, 176 pp.). (Con traduzioni in Spagnolo, Francese, Coreano, Cinese e Tedesco)
- Private Lives in Renaissance Venice: Art, Architecture, and the Family (Yale University Press, 2004, 312 pp.). (Finalista: Charles Rufus Morey Prize, College Art Association; Honorable Mention,Premio Salimbeni per La Storia e la Critica d’Arte)
- Gabriele Matino, Patricia Fortini Brown, Carpaccio in Venice. A Guide (Venice: Marsilio Editori, 2020).; idem, Carpaccio a Venezia: Itinerari (Venezia: Marsilio Editori, 2020).
- The Venetian Bride: Bloodlines and Blood Feuds in Venice and its Empire (Oxford University Press, 2021, 448 pp.)